# Shahrestān-e Borūjen
Shahrestān-e Borūjen (persiska: شهرستان بروجن, بروجن) är en shahrestan, delprovins i Iran.   Den ligger i provinsen Chahar Mahal och Bakhtiari, i den centrala delen av landet, 400 km söder om huvudstaden Teheran.
Delprovinsen hade 122 483 invånare 2016.